# Пустеля Сальвадора Далі

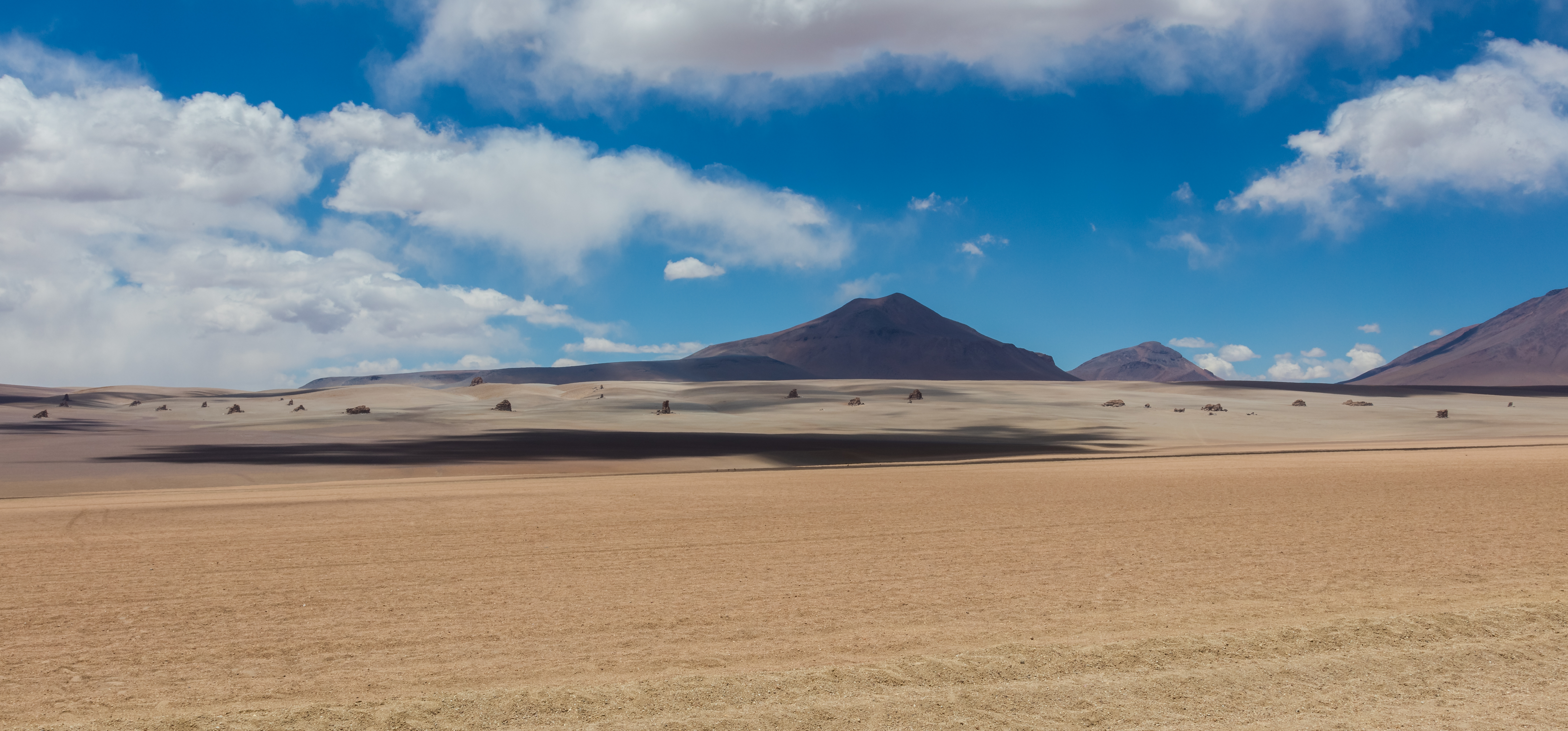
Salvador Dalí Desert.

Пустеля Сальвадора Далі або Долина Далі (Valle de Dalí) — надзвичайно безплідна долина на південному заході Болівії, в департаменті Потосі. Він цілком лежить у межах кордонів національного заповідника фауни Едуардо Авароа в Андах і характеризується ландшафтами, які нагадують сюрреалістичні картини Сальвадора Далі.